# Friedrich VI. (Salm-Kyrburg)
Friedrich VI. Ernst Ludwig Karl Valentin Maria Fürst zu Salm-Kyrburg (* 3. August 1845 in Brüssel; † 2. Januar 1905 in Linz am Rhein) war ein Wild- und Rheingraf sowie Fürst der Linien Obersalm und Salm-Neufville des Adelsgeschlechtes Salm. Mit ihm erlosch das Haus Salm-Kyrburg.

## Leben
Friedrich war einziges Kind des Fürsten Friedrich V. zu Salm-Kyrburg aus dessen Ehe mit Eleonore Luise Henriette Josephine Karoline Prinzessin de La Trémoille (* 17. Januar 1825; † 26. November 1846), einer Tochter des Herzogs Charles-Marie-Joseph de La Trémoille (1764–1839). Seine Mutter starb, als er noch ein Kleinkind war.
Friedrich beschritt eine kurze Laufbahn in der preußischen Armee, die ihn in den Rang eines Leutnants führte. Bereits 1874 war er außer Dienst gestellt.
Am 27. Dezember 1883 in heiratete er in London in morganatischer Ehe Louisa Marie Mathilde Marguerita Cornelia Irmin Le Grand (* 6. Dezember 1864 in Gent; † 22. Februar 1949 in Linz am Rhein). Am 11. Juni 1885 wurde seine Gattin durch Ernst II. von Sachsen-Coburg und Gotha zu einer Freifrau von Eichhof erhoben, am 1. März 1917 durch Wilhelm II. zu einer Freifrau von Rennenberg. Das Paar lebte seit 1888 auf Schloss Rennenberg. Aus der Ehe gingen folgende Kinder hervor:
- Ivonne (Yvonne) Eleonor Rosalie Freifrau von Rennenberg (* 11. November 1884 in London; † 9. Mai 1951 in Linz am Rhein; ledig)
- Maximilian Maria Hubertus Joseph Freiherr von Rennenberg (* 3. Februar 1886 in Le Menoux; † 19. April 1948 in Linz am Rhein; ⚭ 5. Mai 1926 mit Mathilde Clementine Josefine Huberta Maria Reichsfreiin von Fürstenberg), Oberleutnant im Leib-Dragoner-Regiment (2. Großherzoglich Hessisches) Nr. 24
- Berthe Freifrau von Rennenberg (* 16. Februar 1887 in Le Menoux; † 23. April 1984; ⚭ 1910 Robert de Baré de Comogne)
- Charlotte Freifrau von Rennenberg (* 8. April 1888 in Le Menoux; † 13. Mai 1909 auf Schloss Rennenberg)
- Robert Oscar Ludwig Ernst Maria Freiherr von Rennenberg (* 29. Mai 1889 auf Schloss Rennenberg; † 13. März 1950 auf Gut Arienheller in Bad Hönningen; ⚭ 17. Juni 1924 mit Clothilde Gräfin de Marchant et d’Ansenbourg-Neuburg)
- Ludwig Carl Johann Maria (* 6. Juli 1890 auf Schloss Rennenberg; † 1948).[1]